# Condado de Marion (Illinois)
O Condado de Marion é um dos 102 condados do Estado americano de Illinois. A sede do condado é Salem, e sua maior cidade é Salem. O condado possui uma área de 1 491 km² (dos quais 9 km² estão cobertos por água), uma população de 41 691 habitantes, e uma densidade populacional de 28 hab/km² (segundo o censo nacional de 2000). O condado foi fundado em 24 de janeiro de 1823.